# Tmesibasis alberti
Tmesibasis alberti is een insect uit de familie van de vlinderhaften (Ascalaphidae), die tot de orde netvleugeligen (Neuroptera) behoort. 
Tmesibasis alberti is voor het eerst wetenschappelijk beschreven door Navás in 1912.